# 南希·蒂特顿谋杀案
南希·维奥莱特·埃文斯·蒂特顿（英语：Nancy Violet Evans Titterton）是一位美国小说家，也是美国全国广播公司高管的妻子。她于1936年在纽约市被谋杀。她被发现在曼哈顿的公寓中被勒死，唯一的线索是一根马鬃和一根绳子。由于法医学的帮助，这起案件得以较早侦破。

## 案件背景
1920年代末，出生于俄亥俄州的南希·埃文斯在《纽约邮报》工作时，遇到了其丈夫路易斯·亨利·蒂特顿（英国籍），两人于1929年结婚。婚后，丈夫获晋升为美国国家广播公司的高管，二人搬到了曼哈顿东河附近居住。路易斯被描述为一个“认为广播的未来取决于作家眼光”的人。
南希·埃文斯的一部作品曾登上《故事》杂志的封面。1935年，她因一篇短篇小说的发表而获得了出版合同，并在1936年，她正准备开始创作她的第一部长篇小说。

## 案件
1936年4月10日上午，34岁的南希·蒂特顿在她位于比克曼广场22号的公寓里被杀害。当天下午，两名家具修理工西奥多·克鲁格和约翰·菲奥伦扎在送修好的沙发时发现了她的尸体。她被发现在浴缸里，已被强奸杀害。
犯罪现场几乎没有任何证据，除了在床上发现的一根13英寸长的绳索和一根毛发。调查人员起初认定毛发来自受害者。然而，在进一步调查后，发现这根毛发实际是一根马毛，它被用作公寓家具中的填充物。
当案件消息曝光后，位于比克曼广场的“浴缸谋杀案”因媒体的广泛报道而恶名远播。来自纽约市首席法医办公室的亚历山大·盖特勒追踪到毛发来自蒂特顿最近光顾的一家当地室内装潢店，案件得以侦破。这家涉案室内装潢店的老板是克鲁格，菲奥伦扎是他的店员。马毛的发现地点已经让警方怀疑菲奥伦扎是凶手。这两名店员案发当天正在运送一件修好的家具。有前科的菲奥伦扎对犯罪行为供认不讳。
菲奥伦扎因谋杀罪接受审判，陪审团花了19个小时做出有罪判决。1937年1月22日，菲奥伦扎在新新惩教所的电椅上被处决。